# 와렌 봉도
와렌 봉도(프랑스어: Warren Bondo, 2005년 9월 15일 ~ )는 현재 세리에 A의 크레모네세에서 미드필더로 뛰는 프랑스의 축구 선수이다.